# Łowcy skarbów
Łowcy skarbów, Zagadki z przeszłości (ang. Relic Hunter) – amerykańsko-francusko-niemiecko-kanadyjski serial przygodowy, którego premierowe odcinki ukazywały się w USA w latach 1999–2002.

## Fabuła
Akcja serialu toczy się na wydziale historii starożytnej w jednym z uniwersytetów w USA. Piękna pani profesor, Sydney Fox (Tia Carrere), podróżuje po świecie w poszukiwaniu zaginionych skarbów i skradzionych dzieł sztuki. Jej asystentem, a także towarzyszem, zostaje Nigel Bailey (Christien Anholt), niezdarny mężczyzna, który od poszukiwania skarbów w rzeczywistości woli badać w bibliotekach stare manuskrypty. Razem tworzą zgrany duet łowców skarbów. Sekretarką Sydney jest córka jednego ze sponsorów szkoły, a zarazem studentka, Claudia (Lindy Booth). W trzecim sezonie, Claudia wyjeżdża do Paryża i zostaje zastąpiona przez Karen Petrusky (Tanja Reichert).
Każdy odcinek Łowców skarbów poprzedzany jest krótką sceną, która ilustruje, co działo się z danym skarbem, który będzie głównym wątkiem każdego odcinka. Czasy scen sięgają od tysięcy lat przed naszą erą do czasów po II wojnie światowej. W każdym odcinku, ktoś zgłasza się do Sydney, z prośbą o odnalezienie skarbu. Niestety, w ślad za Sydney i Nigelem ruszają bezwzględni poszukiwacze skarbów, którzy pragną odnaleźć cenne zabytki, aby je potem sprzedać. Często na drodze Sydney i Nigela stają dawni znajomi, a także kochankowie Sydney. W czasie poszukiwania skarbów, Sydney i Nigel podróżują po całym świecie. Na końcu każdego odcinka, zostaje wyjaśnione, co się stało ze skarbem. Najczęściej trafia on do muzeum.
„Wyjątkami od reguły” są odcinki:
- 34 M.I.A., w którym Sydney zostaje porwana. Odcinek skupia się na wspomnieniach dokonań Fox i Baileya oraz ich wrogów, aby ustalić kto dokonał porwania. Jest to jeden z kilku odcinków serialu, w którym Sydney i Nigel nie poszukują skarbu, gdyż jest już na miejscu, a także jedyny odcinek, w którym pojawia się skarb z innego epizodu.
- 41 The Executioner’s Mask, w którym skarb jest już na miejscu.
- 43 Set in Stone, w którym skarb jest i pozostanie ukryty w zakonie.
- 46 Mr. Right, w którym Sydney poszukuje skarbu z Derekiem Lloydem, a nie z Nigelem.
- 47 Sydney at Ten, w którym scena z przeszłości jest wspominana w całym odcinku, a nie tylko na początku. Dotyczy ona Sydney, w wieku 10 lat.
- 51 Vampire’s Kiss, w którym Sydney nie poszukuje skarbu z Nigelem.
- 52 Devil Doll, w którym Sydney i Nigel ostatecznie nie zabierają skarbu i zostawiają go w miejscu znalezienia.
- 53 Incognito, w którym skarb jest już na początku odcinka, a w dalszej części, Nigel współpracuje ze znajomą z Interpolu, bez Sydney.
- 54 All Choked Up, w którym jeden skarb jest już na miejscu, a Sydney poszukuje drugiego, z niewielką pomocą Nigela, gdyż sama jest pod magicznym wpływem pierwszego artefaktu.
- 55 Warlock of Nu Theta Phi, w którym skarb jest już na miejscu.
- 56 Women Want to Know, w którym skarb zostaje znaleziony na początku odcinka, a dalsza jego część dotyczy uwięzionej w miejscu jego znalezienia Sydney.
- 57 Fire in the Sky, w którym nie ma określonego, jednego skarbu. Sydney i Nigel podejmują próbę potwierdzenia istnienia istot pozaziemskich, poszukując wszelakich poszlak.
- 60 Under the Ice, w którym skarb nie zostaje znaleziony przez Sydney i Nigela.

## Obsada

### Główna obsada
- Tia Carrere jako Sydney Fox – główna bohaterka serialu. W pierwszym odcinku jej asystentem zostaje Nigel Bailey. Nie tylko świetnie zna historię, ale również umie się bić i stawić czoła wrogom.
- Christien Anholt jako Nigel Bailey – Niezdarny asystent Sydney. Nigel woli książki od niebezpieczeństw czyhających podczas poszukiwania skarbów. Z czasem jednak, zmienia swoje nastawienie. Jest skrycie zakochany w Sydney.
- Lindy Booth jako Claudia (sezony 1–2) – sekretarka Sydney oraz studentka. Uwielbia mężczyzn i imprezy. Kiedy jednak trzeba pomóc Sydney i Nigelowi, Claudia nie traci zimnej krwi. Często śmieje się z Nigela, ale równie często doradza mu w sprawach sercowych. Wyjeżdża do Paryża.
- Tanja Reichert jako Karen Petrusky (sezon 3) – nowa sekretarka, która zastąpiła Claudię.

### Role epizodyczne
- Lori Gordon jako Lynette (odc. 8, 10) – tymczasowa sekretarka Sydney.
- Nancy Anne Sakovich jako Cate Hemphill (odc. 25, 34, 53) – agentka interpolu oraz okazjonalna miłość Nigela.
- Thomas Kretschmann jako Kurt Reiner (odc. 6, 12) – były partner Sydney.
- Tony Rosato jako Stewie Harper (odc. 1, 8, 21) – zakochany w Sydney poszukiwacz skarbów, łatwo wpadający w kłopoty.
- Louis Mandylor jako Derek Lloyd (odc. 7, 26, 46) – agent CIA, pomagający Sydney.
- Crispin Bonham-Carter jako Preston Bailey (odc. 42, 65) – brat Nigela oraz jego największy wróg.
- Simon MacCorkindale jako Fabrice De Viega (odc. 47, 58, 66) – wróg Sydney, odpowiadający za śmierć jej mentora, Alistaira Newela.

## Produkcja
Filmowy uniwersytet Trinity College to w rzeczywistości University of Toronto.
Pierwszy sezon wyprodukowano w formacie obrazu 4:3. Drugi i trzeci w 16:9.

## Czołówka i napisy końcowe
Czołówka występuje na początku odcinka, poprzedzając scenę z przeszłości. W każdym sezonie, w czołówce ujęte zostały sceny z serialu. W 1. sezonie, na początku pojawia się Tia Carrere, a potem ukazuje się tytuł serialu. Następnie pojawia się Christien Anholt. W 2. sezonie, wszystko się powtarza, a po Anholtcie pojawia się Lindy Booth. W 3. sezonie, Tia Carrere przedstawia się jako Sydney Fox, a potem następuje tytuł serialu. Następnie pojawia się Christien Anholt, a na miejscu Lindy Booth występuje Tanja Reichert. Czołówka serialu w Polsce została nieco zmodyfikowana. Na początku nie pojawia się Sydney, tylko zostaje zastąpiona ujęciem z 2. sezonu. Ta sama sytuacja pojawia się pod koniec czołówki. W oryginale jest szybkie zakończenie. W Polsce czołówka została przedłużona końcowymi ujęciami z 2. sezonu.
Napisy końcowe ukazane są na czarnym tle.

## Odcinki

### Sezon 1
| Nr | Tytuł odcinka          | Skarb                                       | Miejsce i rok                          | Emisja w USA         |
| -- | ---------------------- | ------------------------------------------- | -------------------------------------- | -------------------- |
| 1  | Buddha’s Bowl          | Miska jałmużny Buddy                        | Nepal, 523 p.n.e.                      | 25 września 1999     |
| 2  | Smoking Gun            | Broń Ala Capone’a                           | Chicago, 1930                          | 2 października 1999  |
| 3  | The Headless Nun       | Szczątki siostry Evangeliny                 | Nowa Szkocja, 1600                     | 9 października 1999  |
| 4  | Flag Day               | Flaga Kalifornii                            | Kalifornia, 1846                       | 16 października 1999 |
| 5  | Thank You Very Much    | Gitara Elvisa Presleya                      | Niemcy, 1960                           | 23 października 1999 |
| 6  | Diamond in the Rough   | Magiczna rękawica Jimmy’ego Jonesboro       | Fenway Park, Boston, 1946              | 30 października 1999 |
| 7  | Transformation         | Zwoje Selza                                 | Salzburg, 1946                         | 6 listopada 1999     |
| 8  | Etched in Stone        | Kamień runiczny                             | Nortumbria, 935                        | 13 listopada 1999    |
| 9  | The Book of Love       | Miłosny pamiętnik Casanovy                  | kryjówka Casanovy, Włochy, 1749        | 20 listopada 1999    |
| 10 | The Myth of the Maze   | Złota nić                                   | Ateny, 3000 p.n.e.                     | 27 listopada 1999    |
| 11 | Irish Crown Affair     | Korona ostatniego króla Irlandii            | Irlandia, 1000                         | 5 lutego 2000        |
| 12 | The Emperor’s Bride    | Naszyjnik żony cesarza Chin                 | nad rzeką Huang He, Chiny, 1000 p.n.e. | 12 lutego 2000       |
| 13 | Afterlife and Death    | Diament Totmesa III                         | Egipt, 1425 p.n.e.                     | 19 lutego 2000       |
| 14 | Nine Lives             | Statuetka bogini Mafdet                     | Egipt, 1895                            | 26 lutego 2000       |
| 15 | Affaire de Coeur       | Obrączki kochanków, Calluma i Eleny         | Szkocja, 1430                          | 4 marca 2000         |
| 16 | A Vanishing Art        | Berło Królestwa Węgier                      | Budapeszt, 1897                        | 11 marca 2000        |
| 17 | A Good Year            | Klejnot Francji                             | Paryż, 1792                            | 22 kwietnia 2000     |
| 18 | The Last Knight        | Miecz Wielkiego Mistrza Templariuszy        | Paryż, ok. 1300                        | 29 kwietnia 2000     |
| 19 | Love Letter            | Dokument potwierdzający zawarcie małżeństwa | Wioska, na południe od Paryża, 1789    | 6 maja 2000          |
| 20 | Possessed              | Zegar słoneczny Zeusa                       | Libia, XIV w.                          | 13 maja 2000         |
| 21 | Nothing but the Truth  | Kielich Prawdy                              | Berberia, 1534                         | 20 maja 2000         |
| 22 | Memories of Montmartre | Diadem, znany jako Serce Europy             | Paryż, 1939                            | 27 maja 2000         |

### Sezon 2
| Nr | Tytuł odcinka           | Skarb                              | Miejsce i rok           | Emisja w USA         |
| -- | ----------------------- | ---------------------------------- | ----------------------- | -------------------- |
| 23 | The Put Back            | Figurka Bożka                      | Kuba, 100               | 23 września 2000     |
| 24 | Dagger of Death         | Sztylet Kali                       | Indie, 500              | 30 września 2000     |
| 25 | Last of the Mochicas    | Naczynie z duchem Mochica          | Ameryka Południowa, 662 | 7 października 2000  |
| 26 | The Legend of the Lost  | Plemię Kai Nomata                  | Vanuatu, 4800 p.n.e.    | 14 października 2000 |
| 27 | Fertile Ground          | Figurka Bożka                      | Hawaje, 1779            | 21 października 2000 |
| 28 | Gypsy Jigsaw            | Korona Romów                       | Rumunia, 1830           | 28 października 2000 |
| 29 | Three Rivers to Cross   | Nefrytowa Cesarzowa                | Chiny, 1245             | 4 listopada 2000     |
| 30 | Roman Holiday           | Napierśnik Juliusza Cezara         | Rzym, 44 p.n.e.         | 11 listopada 2000    |
| 31 | Cross of Voodoo         | Krzyż Utu                          | Haiti, późny XVIII w.   | 18 listopada 2000    |
| 32 | Lost Contact            | Misa ofiarna                       | Birma, 1824             | 25 listopada 2000    |
| 33 | The Reel Thing          | Szczątki Amuna II                  | Egipt, 1516 p.n.e.      | 13 stycznia 2001     |
| 34 | M.I.A.                  | Sztylet Kali, Jaja carskie         | Rosja, 1886             | 20 stycznia 2001     |
| 35 | Out of the Past         | Naszyjnik Kleopatry                | Egipt, 30 p.n.e.        | 3 lutego 2001        |
| 36 | Eyes of Toklamanee      | Oczy Toklamanee                    | Dolina Missisipi, 1605  | 10 lutego 2001       |
| 37 | Run Sydney Run          | Miecz Ateasa                       | Rosja, 339 p.n.e.       | 17 lutego 2001       |
| 38 | French Connection       | Proroctwo Nostradamusa             | Francja, 1600           | 24 lutego 2001       |
| 39 | Don’t Go Into the Woods | Złoty Sokół z Maribor              | Karpaty, 1711           | 16 kwietnia 2001     |
| 40 | Midnight Flight         | Berło Gunthera                     | Niemcy, ok. 400         | 23 kwietnia 2001     |
| 41 | The Executioner’s Mask  | Maska Kata                         | Francja, 1789           | 30 kwietnia 2001     |
| 42 | The Royal Ring          | Pierścień Anny Boleyn              | Londyn, 1536            | 7 maja 2001          |
| 43 | Set in Stone            | Magiczny miecz Archanioła Gabriela | Węgry, 1595             | 14 maja 2001         |
| 44 | Deadline                | Krzyż św. Antoniego                | Jerozolima, 1099        | 21 maja 2001         |

### Sezon 3
| Nr | Tytuł odcinka           | Skarb                    | Miejsce i rok                     | Emisja w USA         |
| -- | ----------------------- | ------------------------ | --------------------------------- | -------------------- |
| 45 | Wages of Sydney         | Smocze jaja              | Mandżuria, 1359                   | 17 września 2001     |
| 46 | Mr. Right               | Misa Parwati             | Indonezja, 1459                   | 24 września 2001     |
| 47 | Sydney at Ten           | Naszyjnik egipski        | Szkoła św. Beatrycze, 20 lat temu | 1 października 2001  |
| 48 | The Light of Truth      | Światło Prawdy           | Arabia, 843                       | 8 października 2001  |
| 49 | Treasure Island         | Skarb z Wyspy Skarbów    | Hiszpania, 1790                   | 15 października 2001 |
| 50 | Star of Nadir           | Gwiazda Nadiru           | Endostan, 1423                    | 22 października 2001 |
| 51 | Vampire’s Kiss          | Kielich Wampirów         | Czechosłowacja, 1720              | 29 października 2001 |
| 52 | Devil Doll              | Przeklęta Aztecka lalka  | Mezoameryka, 1488                 | 5 listopada 2001     |
| 53 | Incognito               | Magiczny lancet          | Nowa Gwinea, 1522                 | 12 listopada 2001    |
| 54 | All Choked Up           | Posąg Ateny              | Grecja, 800 p.n.e.                | 19 listopada 2001    |
| 55 | Warlock of Nu Theta Phi | Amulet Wiccański         | Kolonie Nowej Anglii, 1692        | 14 stycznia 2002     |
| 56 | Women Want to Know      | Posążek Ganeśy           | Azja Południowa, 1075             | 21 stycznia 2002     |
| 57 | Fire in the Sky         | Drewniany totem          | Wybrzeże Północno-Zachodnie, 1398 | 28 stycznia 2002     |
| 58 | Hunting with the Enemy  | Prochy Konfucjusza       | Kambodża, 1952                    | 4 lutego 2002        |
| 59 | Antianeiral             | Pas Hippolity            | Azja Mniejsza, 1200 p.n.e.        | 11 lutego 2002       |
| 60 | Under the Ice           | Mumia Anasazi            | Koło podbiegunowe, 1355           | 18 lutego 2002       |
| 61 | Arthur’s Cross          | Krzyż Króla Artura       | Anglia, 455                       | 15 kwietnia 2002     |
| 62 | Faux Fox                | Korona Karola IV Burbona | Madryt, 1808                      | 22 kwietnia 2002     |
| 63 | Pandora’s Box           | Puszka Pandory           | Persja, 422                       | 29 kwietnia 2002     |
| 64 | The Warlord             | Siodło Kahiny            | Bekkastan, 1401                   | 6 maja 2002          |
| 65 | Fountain of Youth       | Fontanna Młodości        | Indie Zachodnie, 1521             | 13 maja 2002         |
| 66 | So Shall it Be          | Klucze do Stonehenge     | Anglia, 121                       | 20 maja 2002         |

## Emisja w innych krajach
W Polsce, od 2005 roku, serial nadawany był kilkakrotnie w AXN, pod tytułem Zagadki z przeszłości. W 2007 roku serial pod tytułem Łowcy skarbów emitowała stacja TV4, a w latach 2007–2009 – telewizja Polsat. Serial był emitowany również w stacji TVN. W 2012 roku serial pokazywała telewizja Puls oraz AXN SciFi. We wrześniu 2015 roku produkcja poszerzyła ofertę kanału Universal Channel, a w listopadzie 2022 roku kanału Antena HD.
| Państwo   | Tytuł                            | Stacja                         |
| --------- | -------------------------------- | ------------------------------ |
| Belgia    | Relic Hunter                     | VT4                            |
| Brazylia  | Caçadora de Reliquias            | Rede Bandeirantes, Rede Record |
| Czechy    | Lovci pokladů                    | Nova, Prima, AXN               |
| Estonia   | Aardekütt                        | Kanal 11                       |
| Francja   | Sydney Fox l’aventurière         | M6, W9                         |
| Grecja    | Sydney Fox Adventures            | Star Channel, Alter Channel    |
| Gruzja    | რელიქვიების მაძიებელი            | GPB                            |
| Hiszpania | Cazatesoros                      | Telecinco                      |
| Niemcy    | Relic Hunter – Die Schatzjägerin | Pro7, AXN, Kabel Eins          |
| Rosja     | Охотники за древностями          | CTC                            |
| Słowenia  | Lov za izgubljenim zakladom      | Kanal A                        |
| Szwecja   | Kultjägarna                      | Kanal 5                        |
| Ukraina   | Мисливці за старовиною           | ICTV                           |
| Włochy    | Relic Hunter                     | Italia 1                       |